# Eugène Lourié
Eugène Lourié (właśc. Jewgienij Łurje, ros. Евгений Лурье) (ur. 8 kwietnia 1903 w Charkowie, zm. 26 maja 1991 w Woodland Hills) – rosyjski reżyser filmowy i artystyczny, scenograf, scenarzysta i twórca efektów specjalnych, znany ze współpracy z Jeanem Renoirem i filmów science fiction z lat 50. XX wieku. Sandra Brennan, współautorka AllMovie, napisała, że był „jednym z najlepszych reżyserów artystycznych we francuskim kinie”.

## Życiorys
Lourié urodził się w Charkowie w Imperium Rosyjskim w 1903 roku. Jego pierwsze zetknięcie z kinem miało miejsce w 1911 roku, kiedy w jego rodzinnym mieście otwarto kino. W 1919 roku pracował nad filmem antykomunistycznym Czornyj woron. Po ucieczce ze Związku Radzieckiego udał się do Stambułu. Tam zarabiał na podróż do Paryża, malując i rysując plakaty filmowe. Oszczędzał pieniądze do tego stopnia, że spał na fortepianie w teatrze.
W latach 30. pracował jako scenograf dla takich reżyserów jak Jean Renoir, Max Ophüls i René Clair. Jako asystent i scenograf Renoira pracował przy takich francuskich filmach jak Towarzysze broni i Reguły gry. Po tym, jak Renoir przeniósł się do Hollywood na początku lat 40., Lourié również się przeprowadził i pracował z innymi reżyserami, w tym z Samem Fullerem, Charliem Chaplinem i Robertem Siodmakiem.
Następnie w 1953 roku zadebiutował jako reżyser filmem Bestia z głębokości 20 000 sążni, pierwszym z trzech filmów o dinozaurach, które wyreżyserował Lourié. Film był dochodowy, jednak Lourié powiedział, że żałuje zaszufladkowania jako reżyser science fiction. Postanowił, że po swoim filmie Gorgo z 1961 roku przestanie reżyserować filmy, ponieważ nie chciał tworzyć „tych samych potworów z komiksów”. W 1969 roku był nominowany do Oscara za najlepsze efekty specjalne w filmie Na wschód od Jawy. Lourié również zagrał tam małą rolę latarnika na wybrzeżu Jawy w 1883 roku, który obserwuje ostatnią eksplozję Krakatau i wchodzi do latarni, aby wysłać wiadomość o tym telegraficznie.
W 1980 roku Lourié zaprojektował scenografię do Bronco Billy Clinta Eastwooda. Lourié zagrał także rolę w filmie Do utraty tchu Jima McBride’a z 1983 roku.
Lourié zmarł w dniu 26 maja 1991 roku z powodu udaru mózgu podczas pobytu w Motion Picture and Television Hospital w Woodland Hills.

## Wybrana filmografia
- Jeanne (1934)
- La porteuse de pain (1934)
- Oczy czarne (1935)
- Alibi (1937)
- Ich błąd (1937)
- Ramuntcho (1938)
- L’Affaire Lafarge (1938)
- Bez jutra (1939)
- Cristobal's Gold (1940)
- Bestia z głębokości 20 000 sążni (1953)
- The Colossus of New York (1958)
- Behemoth the Sea Monster (1959)
- Potwór z otchłani (1961)
- Lot z Ashiyi (1964)[8]
- Pęknięty glob (1965)[8]
- Bikini Paradise (1967)
- Na wschód od Jawy (1969)[8]
- Kung Fu (1972-1975)